# Магнус Като
Магнус Като  (швед. Magnus Cato, 30 червня 1967) — шведський гандболіст, олімпійський медаліст.

## Виступи на Олімпіадах
| Олімпіада      | Дисципліна | Місце |
| -------------- | ---------- | ----- |
| Барселона 1992 | гандбол    | 2     |

## Зовнішні посилання
- Досьє на sport.references.com [Архівовано 14 жовтня 2012 у Wayback Machine.]